# Эннабл, Дейв
Дейв Э́ннабл (англ. Dave Annable; полное имя — Дэ́вид Ро́дман Э́ннабл (англ. David Rodman Annable); 15 сентября 1979 года, Сафферн, Нью-Йорк) — американский актёр, известный по роли Джастина Уолкера в телесериале «Братья и сёстры».

## Биография
Дэвид Родман Эннабл родился в Сафферне, штат Нью-Йорк, и вырос в Уолдене, городке в штате Нью-Йорк, где и окончил школу в 1997 году. Поступил в Государственный Нью-Йоркский Университет в Платтсбурге. Во время учёбы присоединился к студенческой телестанции PSTV, располагавшейся на территории университета. Принимал участие в подготовке телепередач, а также работал в эфире. В 2003 году бросил обучение, чтобы начать карьеру. Позже вернулся к учёбе и 16 мая 2009 года получил диплом об окончании.
Дебютом актёра стала роль в криминальной драме канала NBC «Третья смена» в 2002 году. Эннабл появлялся в рекламных роликах для таких брендов, как Mountain Dew, Starburst и Abercrombie and Fitch.
Эннабл достиг наибольшей известности по роли Джастина Уолкера, младшего сына героини Салли Филд, в телесериале канала ABC «Братья и сёстры», где снимался с 2006 по 2011 год. За роль Джастина Уолкера он получил Prism Award (Performance in a Drama Series Multi-Episode Storyline) в 2008 году. Он также снялся в непродолжительном сериале «Встреча выпускников» в 2005—2006 годах и сыграл главную роль вместе с Кэтрин Макфи в фильме «Притворись моим мужем» в 2011 году. В том же году Эннабл появился в комедии «Сколько у тебя?», где сыграл роль одного из мужчин Анны Фэрис.
В 2007 году журнал People поместил его на седьмое место в своём ежегодно публикуемом списке самых сексуальных мужчин.
Эннабл сыграл одну из главных ролей в телесериале канала ABC «Парк авеню, 666» в 2012 году, который был закрыт после одного сезона из-за низких рейтингов.

## Личная жизнь
10 октября 2010 года Дейв Эннабл женился на актрисе Одетт Юстман. 7 сентября 2015 года у пары родилась дочка — Чарли Мэй.

## Фильмография
| Год       |    | Русское название        | Оригинальное название      | Роль                 |
| --------- | -- | ----------------------- | -------------------------- | -------------------- |
| 2002      | с  | Третья смена            | Third Watch                | Дуг Мейпл мл.        |
| 2004      | тф | Заворожённый            | Spellbound                 | Гриффин              |
| 2004      | ф  | Маленькая чёрная книжка | Little Black Book          | Бин                  |
| 2005—2006 | с  | Встреча выпускников     | Reunion                    | Аарон Льюис          |
| 2006—2011 | с  | Братья и сёстры         | Brothers & Sisters         | Джастин Уокер        |
| 2011      | ф  | Притворись моим мужем   | You May Not Kiss the Bride | Брайан Лайтхаус      |
| 2011      | ф  | Сколько у тебя?         | What's Your Number?        | Джейк Адамс          |
| 2012      | с  | Очаровательный          | Fetching                   | Блейк                |
| 2012—2013 | с  | Парк авеню, 666         | 666 Park Avenue            | Генри Мартин         |
| 2013      | с  | Бен и Кейт              | Ben and Kate               | Профессор Грег       |
| 2014—2015 | с  | Красные браслеты        | Red Band Society           | Доктор Адам Макэндрю |
| 2016      | с  | Разбивающая сердца      | Heartbeat                  | Пирсон (Пирс) Харрис |
| 2017      | с  | Мик                     | The Mick                   | Тедди Грант          |
| 2023      | с  | Спецназ: Львица         | Special Ops: Lioness       | Нейл                 |